# Órbita osculante

Órbita oscilante (interna, negra) y órbita perturbada (roja)

En astronomía, y en particular en astrodinámica, una órbita osculante de un objeto en el espacio en un momento dado en el tiempo es la órbita de Kepler gravitacional (es decir, una elíptica u otra cónica) que tendría alrededor de su cuerpo central si no hubiera perturbaciones. Es decir, es la órbita que coincide con su estado vectorial orbital actual (posición y velocidad).

## Etimología
La palabra ósculo significa beso en latín. En matemáticas, dos curvas osculan cuando solo se tocan en un punto sin cruzarse (necesariamente), donde ambas tienen la misma posición y pendiente, es decir, las dos curvas se "besan".

## Elementos de Kepler
Una órbita osculante y la posición de un objeto sobre ella pueden describirse completamente con los seis elementos orbitales estándar de Kepler (elementos de osculación), que son fáciles de calcular siempre que se conozca la posición y la velocidad del objeto con respecto al cuerpo central. Los elementos osculantes se mantendrían constantes en ausencia de perturbaciones. Las órbitas astronómicas reales experimentan perturbaciones que hacen que los elementos osculantes evolucionen, a veces muy rápidamente. En los casos en que se han llevado a cabo análisis mecánicos celestes generales del movimiento (como lo han sido para los planetas principales, la Luna y otros satélites naturales), la órbita se puede describir mediante un conjunto de elementos medios con términos seculares y periódicos. En el caso de los planetoides, se ha diseñado un sistema de elementos orbitales propios para permitir la representación de los aspectos más importantes de sus órbitas.

## Perturbaciones
Las perturbaciones que causan la modificación de la órbita de un objeto pueden deberse a:
- Una configuración no esférica del cuerpo central (cuando no se puede modelizar ni mediante un punto material ni con una distribución de masa esféricamente simétrica, por ejemplo, cuando se trata de un esferoide).
- Un tercer cuerpo o varios otros cuerpos cuya gravedad perturba la órbita del objeto, por ejemplo, el efecto de la gravedad de la Luna sobre los objetos que orbitan alrededor de la Tierra.
- Una corrección relativista.
- Un impulso no gravitatorio que actúa sobre el cuerpo, por ejemplo, la fuerza que surge de:
  - El empuje desde un motor cohete
  - La liberación, fuga, evaporación o pérdida de un material (como la cola de los cometas)
  - Colisiones con otros objetos
  - Arrastre
  - Presión de radiación
  - Presión del viento solar
  - Cambio a un marco de referencia no inercial (por ejemplo, cuando la órbita de un satélite se describe en un marco de referencia asociado con el ecuador en precesión de un planeta).

## Parámetros
Los parámetros orbitales de un objeto serán diferentes si se expresan con respecto a un sistema de referencia no inercial (por ejemplo, un marco en coprecesión con el ecuador del cuerpo central), que si se expresan con respecto a un sistema de referencia inercial (no giratorio).
En términos más generales, una trayectoria perturbada puede analizarse como si estuviera formada por distintos puntos individuales, cada uno de los cuales es aportado por una curva que no pertenece a una secuencia de curvas. Las variables que parametrizan las curvas dentro de esta familia se pueden llamar elementos orbitales. Típicamente (aunque no necesariamente), estas curvas se eligen como cónicas keplerianas, compartiendo todas ellas el mismo foco. En la mayoría de las situaciones, es conveniente establecer que cada una de estas curvas sea tangente a la trayectoria en el punto de intersección. Las curvas que obedecen esta condición (y también la condición adicional de que tengan la misma curvatura en el punto de tangencia que produciría la gravedad del objeto hacia el cuerpo central en ausencia de fuerzas perturbadoras) se denominan osculantes, mientras que las variables que parametrizan las curvas se llaman elementos osculantes. En algunas situaciones, la descripción del movimiento orbital se puede simplificar y aproximar eligiendo elementos orbitales que no sean osculantes. Además, en algunas situaciones, las ecuaciones estándar (tipo Lagrange o tipo Delaunay) proporcionan elementos orbitales que resultan no ser osculadores.